# Сентено, Вальтер
Вальтер Сентено (исп. Walter Centeno Corea; род. 6 октября 1974, Пальмар-Сур, Коста-Рика) — коста-риканский футболист, атакующий полузащитник, тренер. Известен по выступлениям за «Саприссу». Участник Чемпионатов мира 2002 и 2006 годов.

## Клубная карьера

### «Саприсса»
Центено воспитанник футбольной академии клуба «Саприсса». Свой первый сезон на профессиональном уровне Вальтер провёл в команде второго дивизиона чемпионата Коста-Рики, «Белен». В 1995 году он вернулся в «Саприссу» за которую выступал вплоть до 2002 года. За эти семь лет, он дважды выиграл чемпионат Коста-Рики, а также Турнир клубов Центральной Америки в 2003 году.

### «АЕК»
Летом 2002 года после мундиаля, Вальтер перешёл в греческий «АЕК». В сезоне 2002/03 года столичная команда выступала в Лиге Чемпионов, Центено отметился голами на групповой стадии турнира в ворота мадридского «Реала» и «Ромы». По окончании сезона полузащитник покинул Грецию и вернулся на родину в «Спариссу». За «АЕК» он сыграл в чемпионате Греции 18 матчей и отметился 4 голами.

### Возвращение в «Саприссу»
Летом 2003 года Вальтер перешёл в «Саприссу», в которой снова получил место в составе. За команду он выступал вплоть до 2012 года и собрал большую коллекцию трофеев. Сентено ещё семь раз выиграл чемпионат Коста-Рики, помог команде занять третье место на Клубном чемпионате Мира в 2005 году, и выиграл Лигу Чемпионов КОНКАКАФ. В 2012 году он закончил карьеру футболиста. За «Саприссу», Сентено сыграл в общей сложности около 500 матчей во всех турнирах.

## Международная карьера
27 сентября 1995 года в матче против сборной Ямайки Сентено дебютировал за сборную Коста-Рики. 7 сентября 2003 года товарищеском матче против команды Ямайки он забил свой первый гол за национальную команду.
В 1997 году он принял участие в Кубке Америки в Боливии.
В 2000 году Вальтер защищал цвета сборной на Золотом кубке КОНКАКАФ. Он принял участие в поединках против Канады, Южной Кореи и Тринидада и Тобаго.
В 2001 году Сентено во второй раз принял участие в Кубке Америки. На турнире в Колумбии он сыграл в матчах против команд Гондураса, Боливии и дважды Уругвая. В 2002 году Вальтер во второй раз сыграл на Золотом кубке КОНКАКАФ. Он провёл четыре встречи против национальных команды Мартиники, Тринидада и Тобаго, Гаити, Южной Кореи и США. В поединке против гаитян Сентено забил гол. В том же году он поехал на Чемпионате мира в Японии и Южной Корее. На турнире Вальтер принял участие в матчах против сборных Китая, Турции и Бразилии.
В 2003 году Сентено в третий раз принял участие в Золотом кубке КОНКАКАФ. На турнире он сыграл в поединках против сборных Канады, Кубы, Сальвадора, Мексики и США. В поединке против сальвадорцев Вальтер сделал хет-трик и ещё один гол забил кубинцам, став вместе с Лэндоном Донованом лучшим бомбардиром турнира. В 2004 году Сентено принял участие в Кубка Америки в Перу. На турнире он сыграл в матчах против сборной Чили, Парагвая, Колумбии и Бразилии.
В 2006 году Вальтер во второй раз попал в заявку сборной на Чемпионат мира в Германии. На турнире он сыграл в матчах против сборных Германии, Эквадора и Польши. В 2007 году Сентено в четвёртый раз отправился на розыгрыш Золотого кубка КОНКАКАФ. На турнире Вальтер сыграл в матчах против команд Канады, Гаити и Гваделупы. В всех поединках Вальтер забил по голу. В 2009 году Сентено в пятый раз принял участие в Золотом кубке КОНКАКАФ. На турнире он сыграл в матчах против Сальвадора, Ямайки и Канады. В поединке против канадцев Вальтер забил гол.
Сентено является абсолютным рекордсменом сборной по количеству проведённых за неё матчей (137 игр). Свой последний матч за сборную, Сентено сыграл 18 ноября 2009 года против сборной Уругвая в рамках отборочного этапа Чемпионата Мира 2010.

## Достижения
Клубные
 «Саприсса»
- Чемпионат Коста-Рики по футболу — 1997/98
- Чемпионат Коста-Рики по футболу — 1998/99
- Чемпионат Коста-Рики по футболу — 2003/04
- Чемпионат Коста-Рики по футболу — 2005/06
- Чемпионат Коста-Рики по футболу — 2006/07
- Чемпионат Коста-Рики по футболу — Апертура 2007
- Чемпионат Коста-Рики по футболу — Клаусура 2008
- Чемпионат Коста-Рики по футболу — Апертура 2008
- Чемпионат Коста-Рики по футболу — Клаусура 2010
- Клубный кубок UNCAF — 2003
- Клубный кубок UNCAF — 1998
- Лига чемпионов КОНКАКАФ — 2005
- Клубный чемпионат мира по футболу — 2005

Международные
 Коста-Рика
- Центральноамериканский кубок — 1999
- Центральноамериканский кубок — 2003
- Центральноамериканский кубок — 2007
- Центральноамериканский кубок — 2001
- Золотой кубок КОНКАКАФ — 2002
- Золотой кубок КОНКАКАФ — 2009
- Участник чемпионата мира 2002 года
- Участник чемпионата мира 2006 года